# Cultura de Elcabe
A Cultura de Elcabe, assim batizada em homenagem ao sítio de Elcabe do Alto Egito, foi uma cultura arqueológica do Epipaleolítico do Egito que se desenvolveu nos desertos Oriental e Ocidental e no vale do Nilo entre 7 000 e 6 000 a.C..[a]

## Características
A cultura foi identificada por Paul Vermeersch em 1967, quando descobriu vários acampamentos bem-estratificados no sítio faraônico de Elcabe, cuja datação por radiocarbono forneceu datas de ca. 6 400-5 980 a.C.. Os acampamentos são sítios modelo e a cultura foi batizada em honra de Elcabe. Num artigo de 1984, Vermeersch designou-a como pertencente ao Paleolítico Superior, mas em obras mais recentes foi sugerido que fosse do Epipaleolítico. Pensa-se que os elcabianos estavam se movendo sazonalmente entre o vale do Nilo e a costa do mar Vermelho e entre o vale do Nilo e o Deserto Ocidental com base em muitas similaridades nos líticos entre a Cultura Cerâmica Antiga de Gorabe na região de Nabta Plaia e a Cultura de Elcabe e entre a Cultura de Elcabe e sua variante na costa do mar Vermelho. Além disso, há similaridades entre sua indústria e aquelas da Cultura de Xarmaque na Núbia e a Cultura de Carum em Faium, bem como, segundo Vermeersch, com o sítio E-75-5 na área de Dique, E-76-6 no oásis de Carga e E-77-6 do plaia Gebal Beide.

### Sítios
Seus sítios estão incrustados na aluvião do Nilo e situados na praia pós-inundação de uma estreita planície aluvial de um antigo ramo do Nilo, na foz dum uádi ocasionalmente ativo à época. A ocupação era sazonal e parece ter ocorrido no final do verão e no outono. Em Elcabe há oito pequenas concentrações, com a maior delas, E-1, tendo apenas cerca de 5 metros de diâmetro). Há ainda evidência da ocupação do Abrigo da Árvore no Uádi Sodmeim, perto de Alcoceir, que consiste numa pequena rocha suspensa ao sul de um pequeno afluente de Uádi Sodmeim, com sua ocupação equivalendo uma área de 20 metros quadrados. Esse sítio foi ocupado em pelo menos duas fases distintas, no Neolítico (camada de sedimentos A) e Paleolítico Superior/Epipaleolítico (camada de sedimentos B); à último, há indícios de ocupações curtas com lareiras e concentrações de carvão que geraram datas de cerca de 6 170-5 840 a.C. (8 120 +/- 45 AP a 7 790 +/- 70 AP). Um último sítio, a Caverna Sodmeim, datada de cerca de 5 850 a.C. (7800 AP), possui grande semelhança com o Abrigo da Árvore.

### Subsistência
O uso de uma indústria microlítica pelos elcabianos indica a mudança alimentar para mamíferos ripários e recursos aquáticos. Para Vermeersch, os elcabianos eram "caçadores nômades seguindo a comida por rotas do oeste com a pesca e a caça no Vale do Nilo durante o inverno e a exploração do deserto no verão chuvoso". O ambiente era de savana gramínea e arborizada e a várzea também estava ocupada. Com suas técnicas sofisticadas de caça e pesca, conseguiram uma grande variedade de presas. Sua dieta era baseada na pesca de peixes-gato, lates e carídeos, com complemento vindo da caça de auroques, gazelas-dorcas, bovinos e caprinos selvagens, tartarugas de casca mole, hipopótamos, vacas-do-mato, chacais e ouriços. No Abrigo da Árvore havia vestígios de moluscos.

### Indústria
A indústria lítica foi composta por seixos para manufatura (alguns feitos de sílex), raspadores, micruburis, truncados, triângulos alongados, lâminas, lamelas, entalhes, denticulados e pequenas quantidades de geométricos, como lamelas apoiadas; há alguns casos de furadores, entalhes e denticulados com encosto duplo. Nos utensílios de pedra há pedras de moagem de granulação fina, com 6-9 mm de espessura, feitas em arenito de grão fino para moagem de pigmentos. Havia também discos e contas de casca de ovo de avestruz e espátulas de osso. O conjunto lítico do Abrigo da Árvore compreende 400 ferramentas feitas com sílex avermelhado de boa qualidade, adquirido a três quilômetros de distância; havia lâminas e lamelas (retas, curvadas, parcialmente apoiadas, de ombro e de retoque Ouchtata), entalhes, denticulados, raspadores, micrólitos geométricos, microburis, peças truncadas, furadores e ferramentas com retoque contínuo. Pela análise físico-química dos líticos, particularmente dos raspadores, se concluiu que as ferramentas usadas no Abrigo da Árvore serviam para trabalhos no esconderijo (como a preparação de couro) e caça, enquanto aqueles em Elcabe eram para processamento de madeira.